# El show de Raymond y Miguel
A reír con Miguel y Raymond es un programa de televisión humorístico de República Dominicana producido, creado y conducido por los comediantes Raymond Pozo y Miguel Céspedes. Galardonado en varias ocasiones por la Asociación de Cronistas de Arte del país en los Premios Casandra (ahora Soberano), el programa se trasmite desde abril de 2004 por Telemicro y también fue emitido por primera vez en noviembre de 2004 con el nombre Raymond y Miguel son Sensacionales por Telesistema 11. Actualmente se transmite por Telemicro. En el año 2008 se comenzó a ser distribuido en Chile por la productora Atiempo (que realizaron las series animadas La Tortuga Taruga, Tremenda opción del Sábado, El gran talento Dominicano, El Ojo del Gato, Ozie Boo!, y La cueva de Emiliodón).

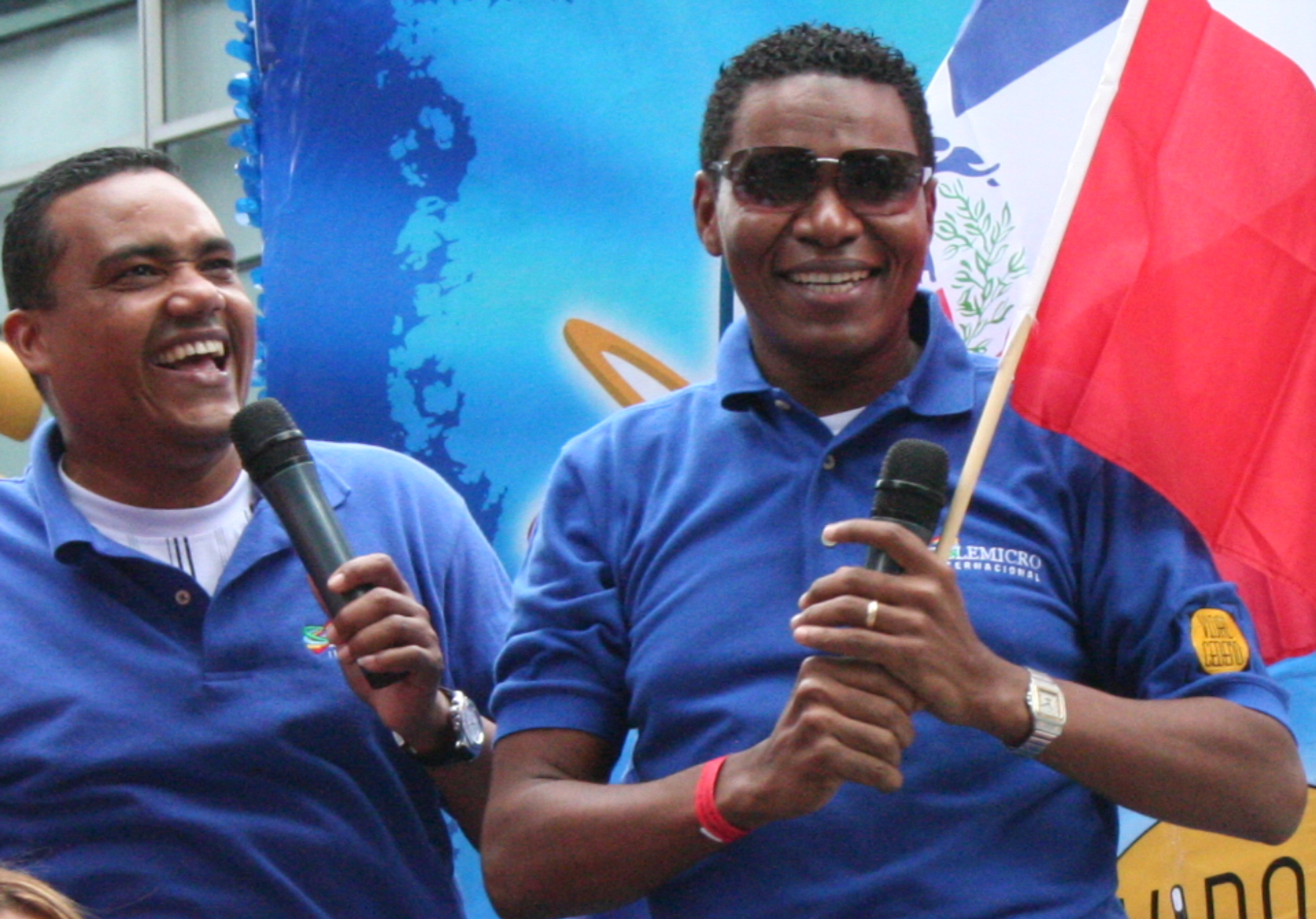
Miguel Céspedes y Raymond Pozo, productores, creadores y presentadores del programa

## Personajes / Imitaciones

### Raymond Pozo
- Bob Cayena
- Carlos Batista
- Dr. Torres de la Paz
- Efraín
- El cabo azulado
- El hermano Tazo
- El mello
- El padre Rogelio
- El príncipe William
- El Ratatá
- El ventrílocuo
- El guachi
- Féliz Victorino
- Felucho
- Luis Medrano, el empresario artístico.
- Omega
- Oscar de la Fama
- Pino, el maestro de construcción
- Pitbull
- Piti Pie
- Romeo Santos
- Rubirosa
- Rumai
- Sammy Sosa
- Teodoro Reyes
- Tubérculo Gourmet

### Miguel Céspedes
- Alegría
- Don Naranja ("El vendedor de seguros")
- Don Yeyo
- El maestro Ochinagua
- El muñeco de ventrílocuo
- El You
- Flay
- Francesca "La voz del futuro"
- Kate Middleton
- Nancy Álvarez
- Laura Bozzo
- Lulín
- Martha Heredia
- Ñaño
- Pinguilo
- Sharmín Díaz
- Sonia Sosa
- Tirson

### Videos musicales y parodias
- One, Two, Three, Four, Five (ánimo, ánimo, ánimo)
- Candela
- Cristóbal Colón
- Dinero (f/ Don Omar)
- Echale vaina
- El arroz
- El avión
- El cucu
- El mono
- El pollito pío
- El zapatazo a George Bush
- En mi pueblo luz no hay
- Katira la prestamista (parodia a la canción de El Lápiz, Amor por accidente)
- La arepa
- La faldita
- La pasola (parodia Danza kuduro, canción de Don Omar)
- La tayota
- Locrio de chenchén
- Mi barca
- Mi santa dieta
- Michael Jackson
- Mueve esa cintura mami
- No vamo a jartá (parodia de la canción Gangnam Style de PSY)
- Palito de coco
- Que lo mantenga Obama
- Qué tiene
- Quién no ha caído preso
- Tratamiento
- Tiger Woods
- Tú eres una loca
- Wepa (parodia de la canción de Gloria Estefan, Wepa)
- Zabadiba (El mudo del mambo)